# Сакья-пандита
Сакья-пандита Гунга-Джалцан (монг. Саж Бандид Гунгаажалцан), также Кунга Гьялцен Пэлсангпо (1182—1251) — один из крупнейших политических и религиозных деятелей в истории Тибета. Шестой Сакья Тридзин, он входит четвёртым в число четырёх «отцов-основателей Сакья» и «пяти превосходных мастеров Тибета» (согласно школе Сакья). Гунга-джалцан обычно именуется в литературе почётным прозвищем Сакья-пандита, подчёркивающим его превосходные познания в области буддийской доктрины и санскрита. Он считается воплощением бодхисаттвы Манджушри, олицетворяющего мудрость всех будд. В линии перерождений панчен-лам, воплощающих Будду Амитабху и начинающейся с ученика Будды Шакьямуни, Субхути, Сакья-пандита — непосредственный предшественник Панчен-ламы I. Известен тем, что сыграл ключевую роль в политико-религиозном альянсе Монгольской империи и Тибета, что значительно изменило последующую историю и культуру в регионе.

## Биография
Сакья-пандита родился в Сакья в аристократической семье Чжамьянгон. Впоследствии он стал главным учеником своего дяди, сакьяского наставника Дагпа Гьялцена. (1147—1216). Он принял монашеские обеты у кашмирского пандита-просветителя Шакьяшрибхадры (тиб. Каче-Панчен, 1127—1225), прибывшего в Тибет в 1179 году и проведшего там 10 лет, оказав значительное влияние на тибетскую культуру.
Сакья-пандита получил широкую известность в буддийском мире благодаря выдающимся знаниям «пяти великих наук» (медицина, грамматика, диалектика и санскритская литература) и «малых наук» (риторика, синонимия, поэзия, хореография и астрология). Он был автором ряда сочинений по этике и логике. В 1219 году он совершил паломничество в Индию и Непал и участвовал в философских диспутах. Он был единственным тибетским автором, труды которого были вскоре после написания переведены с тибетского языка на санскрит (обычно, наоборот, труды индийских учителей переводились с санскрита на тибетский).

### Монголы в Тибете
В 1239 году один из командующих при внуке Чингис-хана, втором сыне Угедея Годане, в этот период обитавшем к северу от Тибета в окрестностях Ланьчжоу, Дорда-дархан из племени оймагуд совершил разведывательный поход в Тибет, разорив монастырь школы кадампа Радэнг и Джал-Лхакханг в долине Пэн-юл к северу от Лхасы. Было убито несколько сотен тибетских монахов и мирян, в том числе известный наставник Сэтон.

### Отношения с Монгольской империей
Отряд Дорда-дархана вскоре покинул Тибет и проинформировал Годана о результатах разведки, в частности о том, что наибольшим влиянием пользуется школа Сакья. Годан направил главе школы Сакья-пандите приглашение, доставленное одним из чиновников Дорда-дархана. Судя по посланиям Сакья-пандиты, он провёл переговоры с другими владетелями Тибета об условиях признания сюзеренитета монгольского хана. Уже тогда, возможно, была актуализирована доктрина чой-йон: не отношения прямого подчинения, а принятие сюзерена в ученики и установление договорных отношений.
В 1244 году Сакья-пандита выехал из Тибета в ставку Годана с целью добиться прекращения военного вмешательства в дела Тибета, в сопровождении двух племянников: десятилетнего Пагба-Лодоя — будущего Пагба-ламы и шестилетнего Чхагны (?—1267). Чхагна известен тем, что впоследствии опубликовал собрание сочинений Сакья-пандиты.
Сакья-пандита по пути давал посвящения и прибыл ко двору Годана в окрестностях Ланьчжоу в современной провинции Ганьсу в 1245 году, когда Годан был в Каракоруме на курултае, связанном с избранием великого хана (был избран Гуюк). Встреча Годана и Сакья-Пандиты состоялась только в 1247 году, причём Сакья-пандита исцелил Годана от серьёзной болезни. Он получил временный ярлык на правление «тринадцатью туменами (Trikor Chuksum) центрального Тибета». Это гарантировало относительную безопасность Тибета. В Тибете не было единства по отношению к установлению фактического вассалитета от монголов, в том числе наставник школы Кадампа Намка-бум выступил против подчинения монголам. В ответ Сакья-пандита написал послание к духовным и светским главам Тибета, объясняющее доктрину чой-йон, информирующее о доминировании Монгольской империи на материке, и разъясняющее состав дани (характерно, что с Тибета не требовалась дань людьми и скотом).

### Гуманитарная и просветительская деятельность
Сакья-пандита застал массовое уничтожение китайцев монголами на посещённых им территориях: войска массово загоняли мирных жителей в воду. В ужасе, Сакья-пандита проповедовал буддийскую истину о том, что убийство живых существ — ужасное преступление. Тибетские авторы считают, что с его деятельностью связан переход монголов от политики уничтожения китайцев к более умеренным позициям управления. Он даровал Учение Годану и произвёл глубокое впечатление на его двор. Также, В поздних тибетских источниках утверждается, что он создал монгольское письмо, но более ранними описаниями его путешествия это не подтверждается. Возможно, с помощью своего племянника Пагбы Сакья-пандита занялся адаптацией уйгурского письма для перевода буддийских сутр на монгольский язык. Для него был построен дворец-лабранг и монастырь Тулпэ-дэ в окрестностях Ланьчжоу. Это по сей день популярные места паломничества.

### Влияние на Тибет
Так начал свою реализацию принцип «наставник-милостынедатель», где Тибет выступал не в качестве вассальной территории-данника, а в качестве резиденции опекаемого ханским престолом наставника правящей семьи. Данса (gDan-sa), центральный монастырь Сакья, превратился в столицу Тибета. Правление школы Сакья продолжалось до середины XIV века, когда в правление Сакья Тридзина XIV Соднам Джалцана один из провинциальных владык (темник) не подчинил себе область Уй, нанеся первый серьезный удар по доминированию Сакья в Тибете.

### Пагба-лама
В 1251 году Сакья-пандита умер в возрасте 70 лет в Тулпэ-дэ (на территории монастыря сохранилась ступа с его мощами). Поскольку у него не было своей семьи, он назначил своим преемником Пагба-Лодоя, сына своего младшего брата, передав ему белую раковину и чашу для подаяния. После его смерти Пагба-лама продолжил его миссию при дворе Годана, а затем при дворе Хубилая.
Позже, в 1251—1252 году Тибет впервые с 1239 года, подвергся монгольскому нападению: ряд местных владетелей не уплатил дань, и карательная экспедиция была призвана решить эту проблему.
В 1253 году будущий император Хубилай около 1253 года направил к Годану посла с приглашением Сакья-пандиты к своему двору. Годан ответил, что наставник уже умер, но есть его племянник. Впоследствии Пагба-лама стал Наставником Государства при воцарении Хубилая.

## Труды
- «Толкование двух строф из „Махаянасутраламкары“ Майтреи» — один из важнейших текстов школы сакья по учению ламдре.
- «Сокровищница достоверного познания» (тиб. ཚད་མ་རིགས་པའི་གཏེར) — трактат по гносеологии.
- «Драгоценная сокровищница назидательных речений» — афористическое сочинение.
- «Разъяснение трёх обетов» (тиб. སྒོམ་གསུམ་རབ་དབྱེ།)[14]
- «Малый цветок просодии» — трактат о стихосложении.
- «Врата знатоков» (тиб. མཁས་པ་རྣམས་འཇུགས་པའི་སྒོ།)་- сочинение по риторике.[15]
- «Сокровищница слов» — лексикон.[16]